# 大野典宏
大野 典宏（おおの のりひろ、1964年10月12日 - ）は、日本のライター、翻訳家。
日本推理作家協会会員、宇宙作家クラブ会員、日本SF作家クラブ会員。テラ・ファンタスティカ社(ロシア)日本代理人。SF Prologue Wave編集部員。
2025年現在、日本SF作家クラブの会員名簿に名前はない。

## 来歴・人物
愛知県出身。
専門出版社に勤務するかたわら、執筆活動を開始。主な活動は、ロシアSFの紹介と翻訳、コンピュータサイエンスや計算機工学の解説原稿などの執筆、武道や格闘技関係書籍の企画・取材・執筆など。2009年に独立。
2007年から故・深見弾の著作権管理人になり、深見の翻訳本の改訳を行っている。
1999年度、遍歴者賞小賞受賞（ロシアのSF大賞）。2009年度遍歴者賞「世界の融合者」部門受賞。
シンギュラリティについては否定的な立場を取っている。

## 共著
- 『ノーベル文学賞にもっとも近い作家たち いま読みたい38人の素顔と作品』（都甲幸治, 西脇雅彦, 石川清子, 越野剛, 小澤英実, 阿部賢一, 佐藤良明, 土肥秀行, 楠瀬佳子, 橋本智弘, 上岡伸雄, 山口和彦, 原成吉, 宮原一成, 水谷八也, 山内功一郎, 日吉信貴, 加藤洋介 ,岡和田晃, 東條慎生, 藤井光, 小田島恒志、青月社）  2014

## 翻訳
- 『地獄から来た青年』（ストルガツキイ兄弟、深見弾訳（深見死去のため、未完成の訳稿を大野典宏・大山博が完成）、群像社） 1994
- 『宇宙飛行士ピルクス物語』（スタニスワフ・レム、深見弾訳を改訳(深見名義のまま)、ハヤカワ文庫） 2008
- 『泰平ヨンの航星日記』（スタニスワフ・レム、深見弾訳を改訳（共訳名義）、早川書房、ハヤカワ文庫） 2009
- 『世界武道格闘技大百科』（クリス・クルデリ、川成洋＋フル・コム（大野の別名義）共訳、東邦出版） 2010
- 『ストーカー』（ストルガツキイ兄弟、深見弾訳を改訳(深見名義のまま) 、ハヤカワ文庫） 2014.9
- 『泰平ヨンの未来学会議』（スタニスワフ・レム、深見弾訳を改訳（共訳名義）、早川書房、ハヤカワ文庫） 2015
- 『怪奇文学大山脈 西洋近代名作選 1 (19世紀再興篇)』（荒俣宏編纂、共訳、東京創元社） 2015